# Stropmütze
Die Ortslage Stropmütze gehört zur nordrhein-westfälischen Stadt Haan im Kreis Mettmann und ist Teil des Ortsteils Gruiten.

## Lage und Beschreibung
Die Ortslage, die auf den Namen eines Hofes zurückgeht, liegt im Osten der Stadt Haan nahe der Stadtgrenze zu Wuppertal (Stadtteil Vohwinkel) und Solingen (Stadtteil Gräfrath). Die Ortslage liegt an der Gruitener Straße, die hier als Landesstraße 357 klassifiziert ist. Benachbart sind die Ortslagen Obgruiten, Gütchen, Polnische Mütze, Bollenheide, Irdelen, Holthausen, Höfgen, Kriekhausen, Windfoche und Brotzhecke.
Über eine Haltestelle des Niederflurbusses O1, der zwischen Haan und Gruiten verkehrt, ist die Ortslage an den ÖPNV angebunden. Der in der Nachbarschaft befindliche Rastplatz der Bundesautobahn 46 ist nach dieser Ortslage benannt.

## Geschichte und Etymologie
Stropmütze war in der frühen Neuzeit Teil der Oberste Honschaft Haan im bergischen Amt Mettmann. Urkundlich tritt die Ortslage mit „Jacob Klophausen ahn der Stropfmutzen“ in der Huldigungsliste von 1731 erstmals in Erscheinung.
Über die Namensherkunft gibt es unterschiedliche Spekulationen, ein Zusammenhang mit den Ortslagen Polnische Mütze und Klappmütze ist naheliegend.